# Tänkande

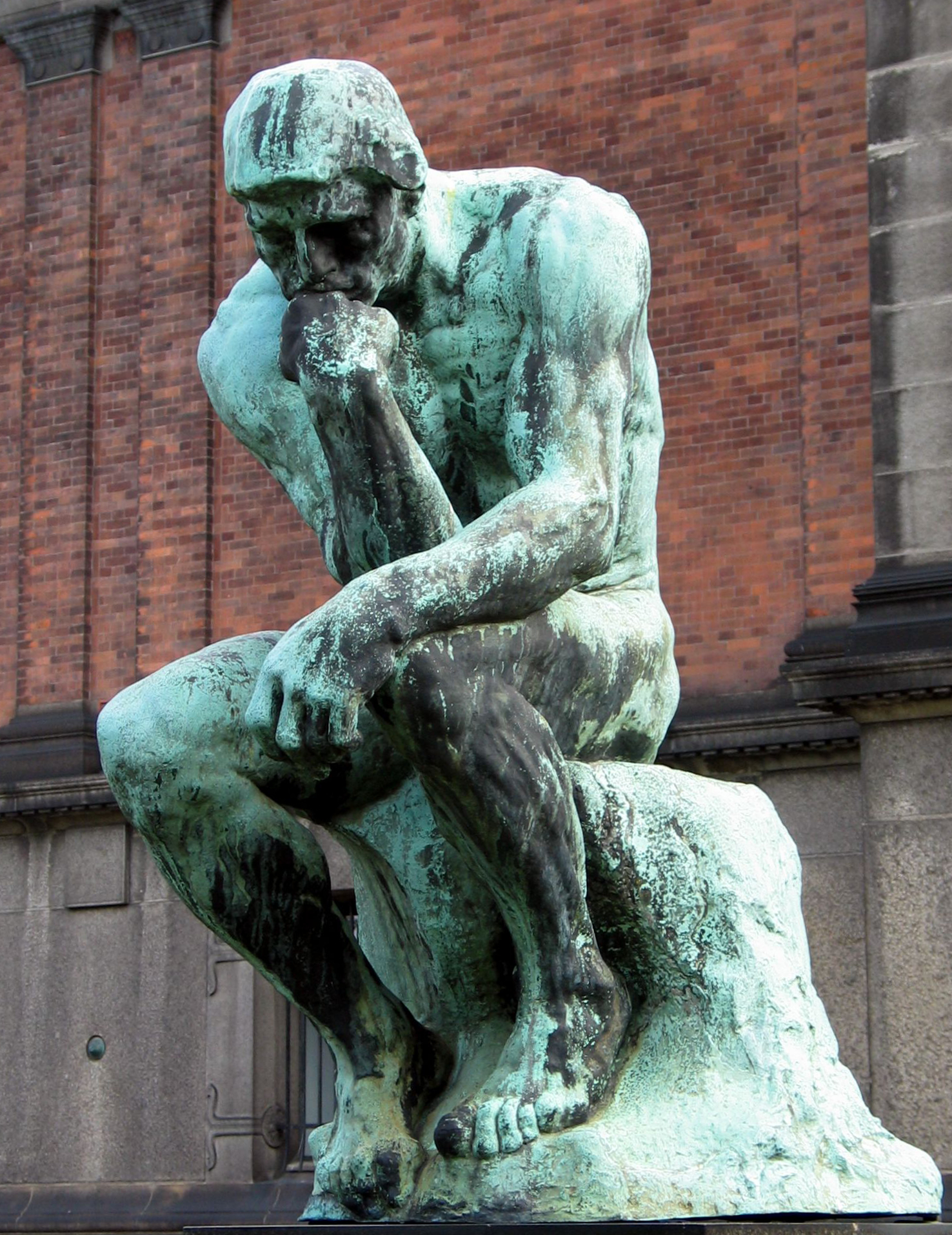
Tänkaren av Auguste Rodin.

Tänkande är de medvetna processer som ständigt pågår i människans psyke. Tänkande är en del av kognitionen. Främst avses processer relaterade till minne, föreställningar och förståelse av sinnesintryck. Tänkandet behandlar den information som människan absorberar, och löser problem samt fattar beslut. Medan perception handlar om sinnesintryck, handlar tänkandet om förståelsen och medvetandeblivandet av dessa intryck, en process som involverar de individuella erfarenheterna och kunskaperna. Vid allvarliga psykiska störningar, framför allt psykoser, är tänkandet stört. Till tänkandet hör också begreppsbildning, kreativitet, beslutsfattande, skönhetsupplevelser, omdöme och problemlösning.
För det mesta är människan mer medveten om tänkandets resultat, än om den tankeprocess som leder fram dit. Ord som hänvisar till liknande processer är kognition, medvetenhet, medvetandeidé och fantasi. Tänkandet kan delas upp i bland annat divergent och konvergent tänkande. Det divergenta tänkandet fokuserar på att finna många sätt att lösa ett problem på, medan det konvergenta tänkandet fokuserar på att finna ett bra sätt.
En pionjär inom tänkandet som forskningsområde var den schweiziska utvecklingspsykologen Jean Piaget (1896-1980) som bland annat delade in logisk kompetens i fyra kvalitativt skilda utvecklingsstadier. Lev Vygotskij har som utvecklingspsykolog varit inflytelserik inom forskningen kring tänkande och språk och tal och hur kulturens verktyg påverkar utvecklingen. Inom psykoanalysen var Sigmund Freud en pionjär.

## Forskning

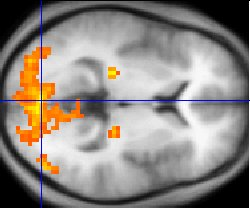
Extra aktivitet i hjärnbarken vid en uppgift med komplex visuell information.

Tänkande är ett forskningsområde inom bland annat den kognitiva psykologin. Forskningen baseras på olika datainsamlingsmetoder, till exempel att personen som utgör forskningsobjekt högt säger sina tankar, att man mäter hur lång tid olika tankeoperationer tar, eller hur ögonen rör sig när visuell information bearbetas. Dessa data speglar hur en person tänker vid lösning av tankeuppgifter. Insamlade data från verbaliserade tankar används för att ge information om de verbala och medvetna tankeprocesserna. De andra två förefaller ge information om de tankeprocesser man gör omedvetet och icke-verbalt.
Personer som arbetar med tänkande som forskning är bland annat psykologer, lingvister, dataloger, filosofer och kognitionsteoretiker. Saker som forskas i kan vara hur känslor styr vårt tänkande, huruvida vi tänker i bilder eller språk, om tankeverksamheten liknar processer i en dator eller fungerar på ett helt annat sätt, på vilket sätt våra erfarenheter påverkar hur vi tänker och så vidare.

### Kognitiv utveckling

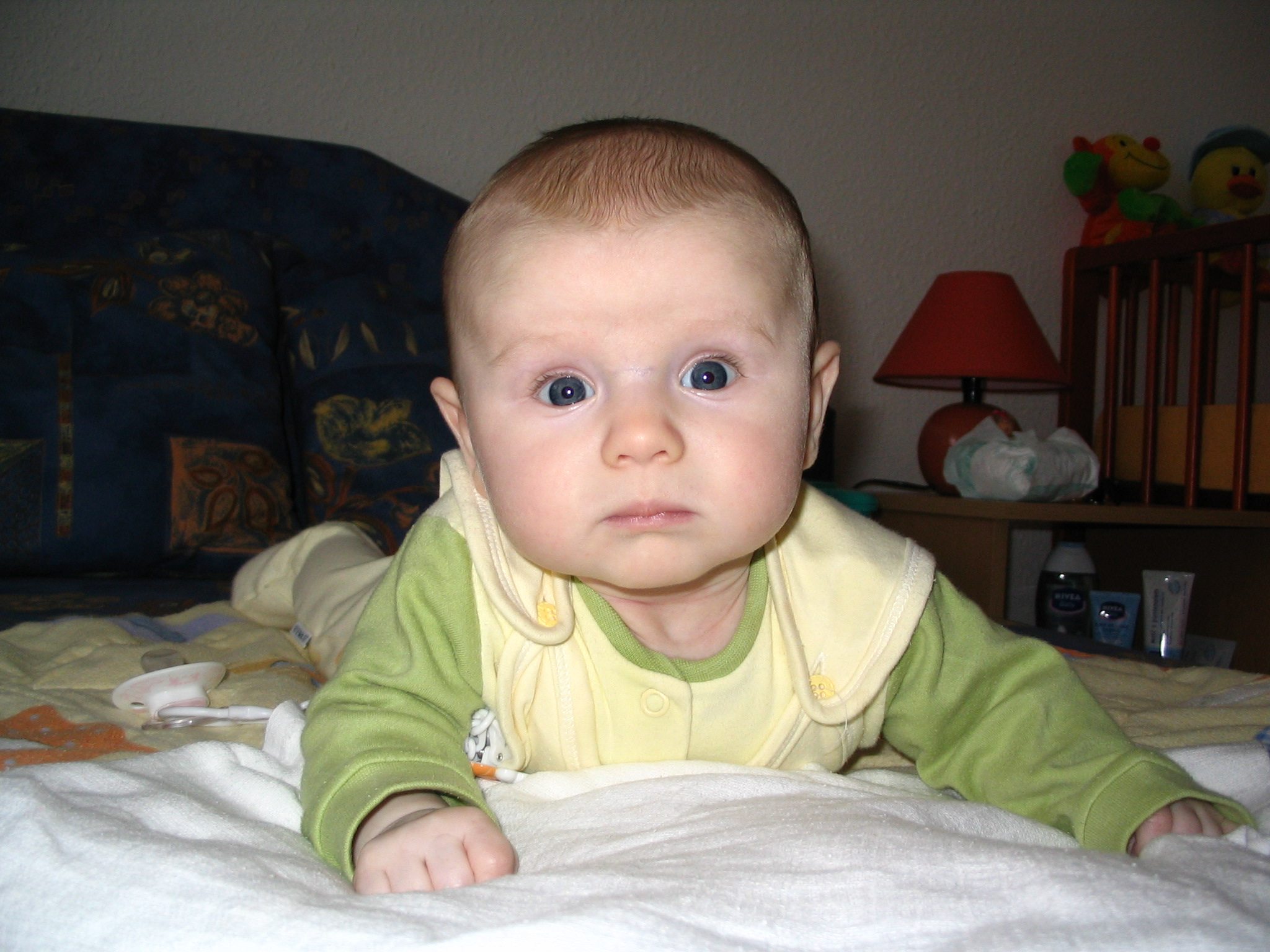
Barn under två år befinner sig i ett stadium där tänkandet är mycket konkret.

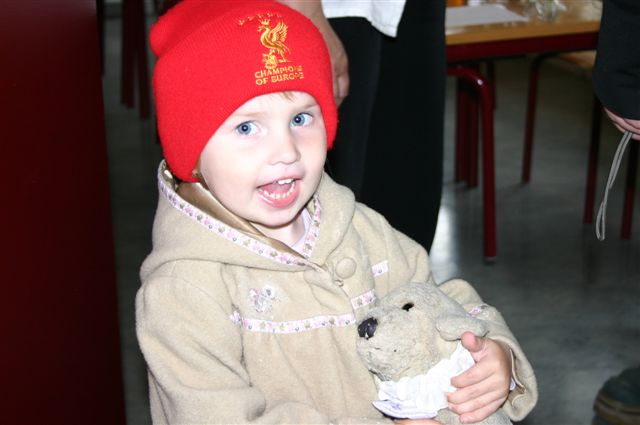
Barn mellan två och sju år har förmodligen börjat uppfatta sig själv, men kan ha svårt att förstå släktrelationer.

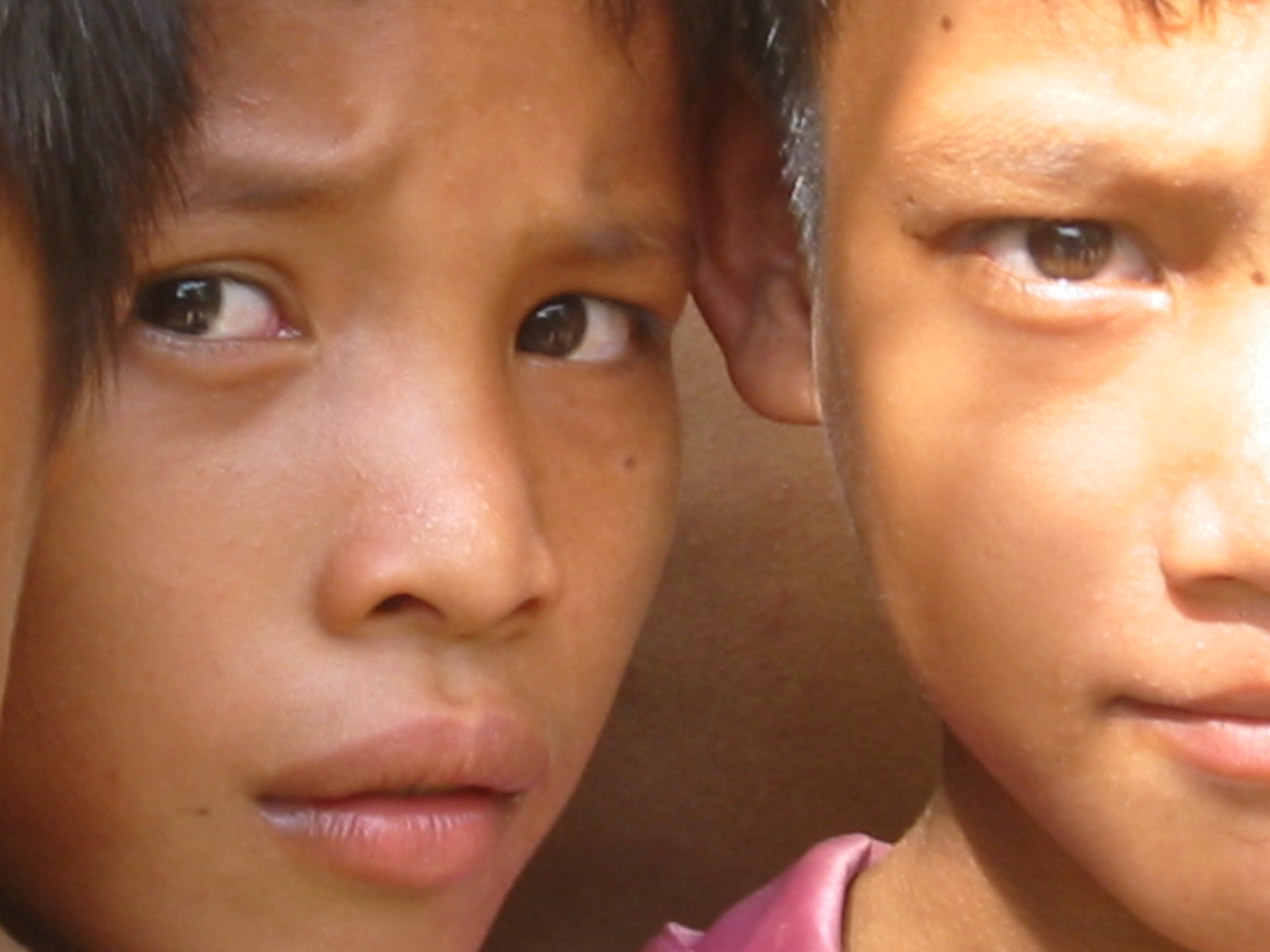
Barn mellan sex och tolv år börjar förmodligen kunna förstå andra personers tankeställningar.

Barns tänkande är under ett tidigt stadium mycket konkret. Detta utvecklas senare till att barnet börjar tänka mer abstrakt och kan förstå att saker som inte finns i nutiden kan existera. Med detta börjar barnet även kunna förutse framtida händelser. En pionjär inom den kognitiva utvecklingen var barnpsykologen Jean Piaget, som forskade i hur tänkandet utvecklas hos barn och ungdomar. Enligt honom följer tänkandets utveckling ett mönster. Denna utvecklingsförmåga och den logiska kompetensen delas upp i fyra kvalitativt skilda utvecklingsstadier. Piaget definierade även problemet med barns mentalitet på ett nytt sätt. Medan man tidigare hade tänkt problemet som kvantitativt, definierade han det som ett problem av kvalitativ status.
Hans teori har använts i utvecklingen av pedagogiken, även om denna uppdelning senare har visats något felaktig eftersom tänkandet, till skillnad från vad Piaget menade, inte bara rör abstrakt logisk förmåga utan även områden som språk, uppmärksamhet, minne, planering och liknande. Därför menar många forskare att tänkandets utveckling även består i ökat minne och omvärldskunskap. Det forskas i hur man kan koppla samman tänkandets utveckling med hjärnans utveckling och vilka samband som finns däremellan. En annan pionjär inom området är Lev Vygotskij, som menade att individen förändras och utvecklas med utgång från omgivningen, kulturen och de verktyg den erbjuder.

#### De fyra utvecklingsstadierna
1. Den sensomotoriska fasen som varar ungefär mellan 0 och 2 år
2. Den för-operationella fasen från 2 till cirka 6-7 år
3. Den konkret-operationella fasen från 6-7 till cirka 11-12 år
4. Den formal-operationella fasen från 11-12 år till cirka 15 år[10]

##### Den sensomotoriska fasen
Denna period, som äger rum när barnet är mellan ungefär noll till två år, kännetecknas av att barnets sinnen hjälper till i stor utsträckning vid tänkandet. Med hjälp av sinnena försöker barnet skapa en personlig ordning i det barnet upplever som kaotiskt. Denna ordning skapas även med hjälp av rörelser. Kommunikationen utvecklar barnet genom att skrika då det påverkar barnets omvärld. Ett medfött handlande är barnets förmåga att smaka på saker och stoppa dem i munnen, vilket är ett sätt att undersöka omvärlden. Under denna tid är nuet det som styr barnet, vilket senare utvecklas stegvis. Kurragömma är ett exempel på vad som utvecklar denna tankeställning och får barnet att inse att allt inte rör nuet.

##### Den för-operationella fasen
Den för-operationella fasen, även kallad det preoperationella tänkandets period, infaller när barnet är mellan ungefär två och sex år. Denna fasen i tankeutvecklingen innefattar en stor utveckling. I första hand rör det förmågan att uppfatta sig själv och olika avbildningar och symboler. Barnet har dock svårt att kategorisera saker vilket medför att det kan vara svårt att förstå olika släktskapsrelationer. Barnet tenderar känna skuldkänslor för saker som sker runtomkring dem, som exempelvis olyckor och sjukdomar, vilket är ett resultat av ett magiskt tänkande.

##### Den konkret-operationella fasen
Den konkret-operationella fasen, även kallad de konkreta tankeoperationernas period, infaller när barnet är mellan ungefär sju och elva år. Under den här tiden utvecklas barnets förmåga att tänka som en vuxen, fastän något mer konkret. En förståelse för andras personers situationer och tankeställningar börjar växa fram.

##### Den formal-operationella fasen
Den formal-operationella fasen, även kallad det abstrakta tänkandets period, infaller när barnet är mellan ungefär elva och 16 år. Som en första händelse i tankeutvecklingen under denna period är att när barnet fortfarande går i mellanstadiet börjar hon eller han att tänka mer abstrakt. Förmågan att förstå abstrakta begrepp, som exempelvis frihet, och ordspråk och ironi kan börja uppfattas. Framtidstänkande, planering och spekulation är tre möjligheter som utvecklas, och barnet börjar allt mer kunna tänka på samma sätt som den vuxne.

### Funktionsnedsättningar
Korttidsminnet gör att barnet kan förstå saker som att katter jamar. Om en person har en utvecklingsstörning är korttidsminnet begränsat. Det blir då svårare för personen att förstå och bibehålla intagen information samt att ta in flera intryck samtidigt. När barnet blir äldre kan hon eller han börja förstå att det existerar djur som inte finns bredvid henne eller honom för tillfället och som barnet kanske aldrig kommer att se. Detta är exempel på det abstrakta tänkandet, som börjar utvecklas. Personer med intellektuella funktionsnedsättningar har svårare att använda detta abstrakta tänkande. Svårigheterna med det abstrakta tänkandet gör att personer med utvecklingsstörning inte kan föreställa sig det som inte redan har skett, och därigenom förutse framtida händelser.
I huvudsak har Jean Piagets utvecklingsteorier, men även andras såsom Daniel Sterns, Erik H. Eriksons och Sigmund Freuds, bidragit till en insikt i hur personer med utvecklingsstörning tänker och hur detta påverkats. Detta har gjort att forskningen och omsorgen inom psykologin och har underlättat i arbetet kring hur dessa personer klarar vardagliga situationer.

## Divergent tänkande

Personer med skador på frontalloben har ofta problem med det divergenta tänkandet, medan personer med skador på parietal- och temporalloben ofta har problem med det konvergenta.

En sidogren inom tänkandet är det så kallade divergenta tänkandet. Detta tänkande består i att tänka i olika riktningar, och på vilka olika sätt man kan lösa en uppgift. Detta kan man testa genom ett så kallat kreativitetstest, där försökspersonen försöker komma på så många olika användningsområden för ett föremål som möjligt. Bra resultat i detta tänkande behöver inte betyda höga resultat i intelligenstest. Däremot har studier visat att personer med väl utvecklad förmåga till divergent tänkande är bättre på att lösa problem av 2-4-6-typ, det vill säga finna korrekta regler bakom logiska serier. Personer med skador på frontalloben har ofta problem med det divergenta tänkandet.

## Konvergent tänkande
En annan sidogren inom tänkandet är det konvergenta tänkandet. Till skillnad från divergent tänkande, där man försöker komma på många olika sätt att lösa ett problem på, inriktar sig det konvergenta tänkandet på att hitta en specifik lösning på ett problem. I intelligenstest mäter man vanligen hur bra konvergent tänkande man har. Personer med skador på temporal- och parietalloben har ofta problem med det konvergenta tänkandet.

## Kritiskt tänkande
Inom kritiskt tänkande bestämmer man betydelsen och relevansen av vad som har observerats, uttryckts eller, rörande ett givet argument, bestämmer om det är korrekt att acceptera påståendet som sant. Det kan även definieras som det försiktiga och rimliga fastställandet om man ska acceptera, förkasta eller upphäva en bedömning av ett påstående och till vilken förtroendegrad man kan acceptera eller förkasta den. Kritiskt tänkande som studieområde hör i dag hemma inom filosofin, i Sverige företrädesvis inom den teoretiska filosofin.

## Psykologi
Psykologerna har huvudsakligen fokuserat på tänkandet som ett intellektuellt utövande av en funktion vars mål är att finna svaret på en fråga, eller lösningen på ett praktiskt problem. Den kognitiva psykologin är en gren inom psykologin som studerar interna mentala processer såsom problemlösning, minne och språk. Den idéskola som uppstått ur dessa studier brukar kallas kognitivism. Denna sysselsätter sig alltså huvudsakligen med studierna av hur människor mentalt behandlar och reagerar på information. Kognitivismen grundade sig ursprungligen på Gestalt Psychologie, en skola vars upphovsmän var Max Wertheimer, Wolfgang Köhler och Kurt Koffka. Se även de teorier av Jean Piaget om barnets kognitiva utveckling som presenteras ovan.
Psykologer inom den kognitiva skolan använder experimentella metoder för att försöka förstå, diagnostisera och lösa problem och de utgår huvudsakligen från den mentala process som medlar mellan stimulus och reaktion. De studerar många olika aspekter av tänkandet, däribland det logiska tänkandet och hur människor fattar beslut och gör val, löser problem och hur människor ägnar sig åt kreativa processer eller fantasibaserat tänkande. Den kognitiva teorin hävdar att problemlösningar tar sig formen av algoritmiska regler, som vi inte nödvändigtvis förstår men som förespeglar oss lösningar. Kognitiv vetenskap skiljer sig från kognitiv psykologi genom att hävda att algoritmer vars syfte är att simulera mänskligt beteende kan överföras till en dator. Vid andra tillfällen kan problemlösning åstadkommas genom insikt, en plötslig medvetenhet om olika tings relationer.

### Socialpsykologi
Tänkandet står alltid under inflytande från människans två viktigaste drivkrafter:
- behovet av en positiv självbild och
- behovet av en realistisk världsbild[21]

Som aktör inom det sociala området är människan med sina begränsade resurser (begränsningar vad gäller koncentrationsförmåga, korttidsminne och långtidsminne och så vidare) alltid hänvisad till heuristiken, till exempel automatiskt tänkande, instinkter och slutsatser grundade på psykologiska inställningar såsom fördomar eller sympatier. Genom kognitiv överbelastning kan tankefel och kognitiv förvirring uppstå.

## Filosofi

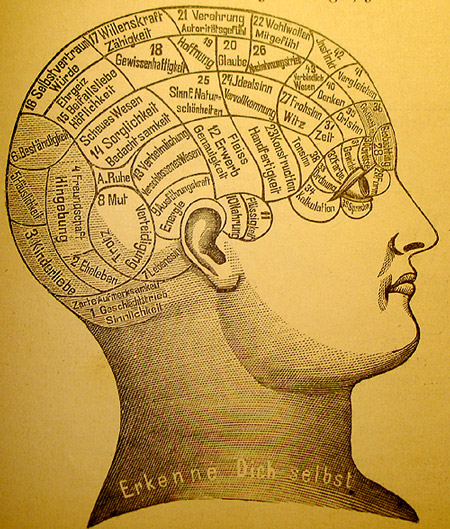
En frenologisk karta över hjärnan. Frenologin var ett av de första försöken att sätta mentala funktioner i relation till specifika delar av hjärnan.

Tänkandets filosofi, eller medvetandefilosofin, är en inriktning inom den analytiska filosofin som studerar psykets natur, mental aktivitet, mentala funktioner, mentala egenskaper, medvetenhet och dessa fenomens relation till den fysiska kroppen, särskilt hjärnan. Det dualistiska problemet, eller Kropp-själ-problemet, det vill säga relationen mellan psyke och kropp, ses vanligen som det centrala problemet inom tänkandets filosofi, även om det dessutom finns andra frågeställningar kring psykets natur som studeras inom filosofin.

### Förhållandet mellan psyke och kropp
Dualismens problem gäller vilket förhållande som existerar mellan psyket, och de mentala processerna, samt den fysiska kroppen. Filosofernas huvudsakliga mål när de studerat detta problem har varit att definiera psykets natur, samt att söka avgöra i vilken grad, och hur, (till och med om), psyket påverkas av den fysiska kroppen, och den fysiska kroppen i sin tur av psyket.
De erfarenheter som görs som baseras på sinnesintryck är beroende av stimuli som utgår från den yttre verkligheten och mottas av människors sinnen, och dessa stimuli orsakar förändringar i psyket, vilket i sin tur leder till att vi upplever ett sinnesintryck som kan vara behagligt eller obehagligt. Någons längtan efter en bit pizza till exempel, kommer att ha en tendens att beveka denna person att uppföra sig på ett visst sätt för att tillfredsställa behovet. Frågan som då uppstår är hur det är möjligt för medvetna upplevelser att uppstå ur en grå massa som inte har något annat än elektrokemiska egenskaper. Ett relaterat problem är också hur man förklarar att någons föreställningar och önskemål kan förmå denna persons neuroner att sättas i rörelse, orsakande muskler att dra ihop sig och röra sig på exakt rätt sätt.  Dessa problem utgör några av de gåtor som epistemologin och tänkandets filosofer försökt finna svaren på, åtminstone sedan René Descartes tid.

## Tänkande och tal
Genetik har visat att tänkandet och språket genomgår många förändringar, och att dessa inte sker parallellt. Detta gäller både fylogeni och ontogeni. Förhållandet mellan tanke och tal är inte oföränderligt. I varje fall av störning eller retardation finns det en viss balans mellan försämrad tanke och försämrat tal. Hos djur härrör språket och tänkandet från olika rötter och utvecklas längs olika linjer. Deras tänkande i egentlig mening är inte alls besläktat med språket. Apors sätt att lösa saker, som att uppfinna och tillverka verktyg, eller att komma på snabbare sätt att lösa problem på, även elementära sådana, hör till en prelingvistisk fas av tankeutvecklingen. Talbristen och tankebegränsningarna som djur har gör att de inte kan utvecklas kulturellt, visar forskningar gjorda av Wolfgang Köhler. Detta är dock kontroversiellt, och alla forskare är inte överens. Lev Vygotskij menade att språket var nödvändigt för tänkandet.
Vidare forskning har visat att tänkandet och talet inte har samma genetiska rötter, och att de utvecklas längs olika linjer. Det finns ingen klar och konstant korrelation mellan dem i fylogenin. I tankens och talets fylogeni är en prelingvistisk fas i tankeutvecklingen och en preintellektuell fas i talutvecklingen märkbar. Existensen av en tankeutveckling innan ett barn talar är bevisad. Vidare har det bevisats att elementärt tänkande är oberoende av språket och att barn som inte kan tala kan tänka ut verktyg och liknande; att tänkandet innan språket är utvecklat har en subjektiv betydelse, det vill säga, att tänkandet blir medvetet ändamålsenligt.

### Tänkande och språk
Redan de antika filosoferna såsom den romerske Seneca den yngre intresserade sig för kopplingen mellan tanke och tankens dräkt - språket. En av de främsta utforskarna av språkets betydelse för tanken var filosofen Ludwig Wittgenstein. I sin Tractatus Logico-Philosophicus som kom ut 1921 driver Wittgenstein tesen att en tanke är en logisk sammanställning av fakta, och en förnuftig uträkning. Han menar vidare att tanken endast är värdefull om den kan uttryckas. Därav drar han slutsatsen att "Mitt språks begränsningar är min världs begränsningar". (“Die Grenzen meiner Sprache sind die Grenzen meiner Welt”)
Språket och tänkandet har ett nära samband och har en stor inverkan på vart annat. Det kan exempelvis vara i form av "högt tänkande", vilket innebär att man högt redogör för tänker och resonerar så att andra kan höra det. Detta sätt att tänka tenderar att lösa problemen mer effektivt. Utan människans tänkande hade inte språket varit möjligt.